# Donville-les-Bains
Donville-les-Bains település Franciaországban, Manche megyében. Lakosainak száma 3133 fő (2022. január 1.). Donville-les-Bains Bréville-sur-Mer, Granville, Longueville és Yquelon községekkel határos.

## Népesség
A település népességének változása:
| Lakosok száma | 3419 | 3215 | 3199 | 3309 | 3209 | 3152 | 3166 | 3109 | 3081 | 3133 |
|               | 1968 | 1982 | 1990 | 2006 | 2013 | 2015 | 2017 | 2019 | 2020 | 2022 |